# Prix de l'internationalisation du président de la République
Le prix de l'internationalisation du président de la République (en finnois : Tasavallan presidentin kansainvälistymispalkinto), jusqu'en 1999 prix d'exportation du président de la République (en finnois : Tasavallan presidentin vientipalkinto), est un prix créé en 1967 à l'initiative du Syndicat finlandais du travail.
Le prix est décerné par le président de la république de Finlande.

## Sélection des lauréats
Depuis 2015, l'équipe dirigeante de Team Finland (fi) propose, au président de la république de Finlande, les entreprises et communautés à récompenser.
Jusqu'en 2015, Finpro, qui offrait des services d'internationalisation, faisait des propositions au président sur les acteurs à récompenser.
Selon les règles, le prix de l'internationalisation est une reconnaissance des activités qui ont profité à l'économie de la Finlande et à la vie des affaires dans un environnement opérationnel international.
Son objectif est également d'encourager à la fois l'entreprise lauréate et d'autres entreprises finlandaises à s'internationaliser.
Les critères d'attribution du prix sont le succès de l'entreprise sur le marché international, la croissance rentable, le développement du savoir-faire finlandais et la responsabilité des réalisations.
Pour la présentation au président, Team Finland recueille et évalue les propositions d'entreprises et de communautés primées à partir d'un large éventail de son propre réseau ainsi que d'associations professionnelles et d'organisations professionnelles.
Le candidat peut être une entreprise qui a fait un début prometteur d'internationalisation, ou une entreprise qui opère avec succès sur le marché international depuis longtemps et est un modèle  pour les autres.
Le prix de l'internationalisation peut également être décerné à une communauté dont le rôle dans la promotion de la compétitivité internationale est important.
Le candidat potentiel peut être une organisation, une entreprise ou un projet.
Un maximum de trois prix peuvent être décernés annuellement, dont au moins deux doivent être décernés à des entreprises.

## Lauréats

### 1967–1989
1967
- Asko Oy
- Jaakko Pöyry & Co
- J. Marttiinin Puukkotehdas

1968
- Finlayson-Forssa
- Kemppi Oy
- Vaisala Oy

1969
- Kone Oy
- Lassila & Tikanoja Oy, Tiklas Oy
- Rapala Oy

1970
- Oy Wärtsilä Ab
- V Luhtanen Oy
- Oy MK-tuote Ab

1971
- Kupittaan Kulta Oy
- Oy Navire Ab
- Norlyn Oy

1972
- Printal Oy
- Salora Oy
- Suunto Oy

1973
- Palomex Oy
- Veneveistämö Pentti Siltala
- Valon Kone Oy

1974
- Tuomo Halonen Oy
- Marimekko Oy
- Neles Oy

1975
- Karhu-Titan Oy
- Koltek Oy
- Turo Oy

1976
- Evox Oy
- Exel Oy
- Outokumpu Oy

1977
- Finn-Karelia Virke Oy
- Messin Oy
- Yleinen Insinööritoimisto YIT

1978
- S. Lagerholm Oy
- Turkistuottajat Oy
- Visko Oy

1979
- Lapponia Jewelry Oy
- Nautor / Oy Wilh. Schauman Ab
- Tamrock / Oy Tampella Ab

1980
- Hämeen Kenkätehdas Oy
- Lillbackan Konepaja Oy
- Metsäliiton Teollisuus

1982
- Iittala
- Helvar Oy
- Kemira Oy Vuorikemia

1983
- Kone-Jyrä Oy
- J. W. Suominen Oy
- Tamglass Oy

1984
- Planmeca Oy
- Oy Santasalo-Sohlberg Ab
- Tunturipyörä Oy

1985
- Larox Oy
- Mirka Oy Keppo Ab
- Yhtyneet Paperitehtaat Oy Raflatac

1986
- Fiskars Oy Ab Saksitehdas
- Muurame Oy
- Nokia-Mobira Oy

1987
- Halton Oy
- Valmet Paperikoneet Oy
- Wihuri Oy Wipak

1988
- Orion-yhtymä Oy Diagnostica
- Piretta-P.T.A. Oy
- Rammer Oy

1989
- Oy Beamex Ab
- Datex Instrumentarium Oy
- Suomen Xyrofin Oy

### 1990–2009
1990
- Autorobot Finland Ky
- Oy Lival Ab
- Tecnomen Oy

1991
- A. Ahlström Oy
- Polar Electro Oy
- Samesor Oy

1992
- Lokomo Oy
- Pemamek Oy
- K. A. Weiste Oy

1993
- Benefon Oy
- Helprint Oy
- Wärtsilä Diesel Oy

1994
- Genelec Oy
- Kemira Metalkat Oy
- Lappset Group Oy

1995
- Planar International Oy
- Teknoware Oy
- Veisto-Rakenne Rautio Oy

1996
- Oy Medix Biochemica Ab
- Okmetic Oy
- Tellabs Oy

1997
- Data Fellows Oy
- Janita Oy
- Nokian Renkaat Oy

1998
- Marioff Oy
- Salmi-Vetoketju Oy
- Vaasa Group -yhtiöt

1999
- Deltamarin Oy
- Honkarakenne Oyj
- Nokia Oyj

2000
- Comptel Oyj
- Elektrobit Oy
- Oy Karelia Parketti Ltd

2001
- Finex Oy
- Junttan Oy
- NetHawk Oy

2002
- Jutel Oy
- Nordic ID
- Savcor Group Ltd Oy

2003
- Basware Oyj
- Glassrobots Oy
- Ponsse Oyj

2004
- ELTEL Networks Corporation
- Lamor Corporation
- CCC Group

2005
- Nokian Capacitors Oy
- Mantsinen Group Ltd Oy
- Nunnanlahden Uuni Oy

2006
- Almaco Group Oy
- Detection Technology Oy
- Movial Oy

2007
- Etteplan Oyj
- Proventia Emission Control Oy
- Mobile Monday

2008
- Avant Tecno Oy
- Napa-yhtiöt
- Sunit Oy

2009
- Tekla Oyj
- REACHLaw Oy
- Muxlim Lifestyle Community[2]

### 2010–
2010
- Golla Oy
- Music Export Finland[2]
- The Switch

2011
- Beneq Oy
- Normet Group Oy
- Suomen peliklusteri[2]

2012
- Blancco
- L-Fashion Group
- Rovio

2013
- Supercell
- Vexve
- Ledil[3]

2014
- (non décerné)

2015
- Serres Oy
- Vahterus Oy
- Slush[2]

2016
- Optofidelity Oy
- Bluefors Cryogenics Oy
- Rovaniemi[2]

2017
- iLOQ Oy
- Framery Oy
- FiBAN[2]
- Ponsse Oyj

2018
- M-Files Oy
- Icare Finland Oy
- Kasvu Open[4]

2019
- Keitele Forest Oy
- Smartly.io Solutions Oy
- Cursor Oy

2020
- Supermetrics Oy
- Harvia Oyj
- Lojer Oy[5]

2021
- RELEX Oy
- Peikko Group Oy
- Startup Maria Oy
- Bayer Oy

2022
- Kempower[6]
- K. Hartwall[6]
- Andritz [6]
- Kasvuryhmä Suomi[6]